# Ушаков, Геннадий Владимирович
Геннадий Владимирович Ушаков (род. 23 марта 1957, Одинцово, Московская область) — советский и российский хоккеист, вратарь. Мастер спорта СССР международного класса. Хоккейный агент.

## Биография
До 14 лет играл в дворовый хоккей и на призы «Золотая шайба». В 1971 году был взят в московский «Спартак», через год перешёл в московское «Динамо». В 17 лет был принят в команду мастеров. За три года отслужил в спортроте, но за команду, в которой были Владимир Полупанов, Сергей Бабарико и Геннадий Лапшенков сыграть не смог.
В первенстве СССР дебютировал в команде первой лиги «Ижсталь» Ижевск в сезоне 1977/78. По итогам следующего сезона вместе с командой вышел в высшую лигу. Выступал за «Крылья Советов» (1980/81), «Металлург» Череповец (1981/82, 1983/84), «Химик» Воскресенск (1982/83). Семь сезонов (1984/85 — 1990/91) отыграл за «Динамо» Харьков.
Решил закончить карьеру игрока, но сезон 1992/93 провёл в составе словенского клуба «Целе». Вернувшись в Россию, играл за ветеранскую команду «Звёзды России». В 1994 году по приглашению Геннадия Цыгурова стал в концовке сезона вратарём тольяттинской «Лады», с которой стал чемпионом России. Вернулся в ветеранский хоккей, но сезон 1996/97 провёл в московском «Спартаке», в следующем сезоне работал в команде тренером. Последний профессиональный клуб — МГУ (1998/99).
С 1999 года — хоккейный агент. Среди клиентов — Евгений Малкин, Сергей Гончар, Антон Белов.